# Еленино
Елèнино е село в Южна България, община Стара Загора, област Стара Загора.

## География
Село Еленино се намира на около ...km юг-югозападно от областния и общински център Стара Загора. Разположено е в Старозагорското поле на Горнотракийската низина, върху равен терен. Климатът е преходно-континентален. Почвите в землището са преобладаващо карбонатни и лесивирани. Надморската височина в центъра на селото е около 175 m.
Западно покрай селото минава общински път, който на север води до пътен възел на две нива с второкласния републикански път II-66 и нататък към Стара Загора, а на юг през село Християново към селата Калояновец, Памукчии и други.
В западния край на Еленино има спирка на минаващите покрай селото железопътни линии Пловдив – Бургас и Русе – Горна Оряховица – Подкова.
Землището на село Еленино граничи със землищата на: село Богомилово на запад и северозапад; град Стара Загора на север и североизток; село Маджерито на изток; село Памукчии на югоизток; село Християново на юг.
Етническият състав на населението на село Еленино по численост и дял на етническите групи според преброяването през 2011 г. е:
| Етнически групи     | Численост | Дял (в %) |
| Общо                | 712       | 100       |
| Българи             | 419       | 58,85     |
| Турци               | ...       | ...       |
| Цигани              | 90        | 12,64     |
| Други               | ...       | ...       |
| Не се самоопределят | 8         | 1,12      |
| Не отговорили       | 190       | 26,69     |

Към 15 март 1924 г. в село Еленино има регистрирани: 617 души по постоянен адрес; 697 души по настоящ адрес; 529 души по постоянен и настоящ адрес в същото населено място.
Числеността на населението на село Еленино по данните от преброяванията от 1934 г. насам се променя както следва:
| \| Година на преброяване \| Численост \| \| --------------------- \| --------- \| \| 1934 \| 490 \| \| 1946 \| 546 \| \| 1956 \| 598 \| \| 1965 \| 591 \| \| 1975 \| 739 \| \| 1985 \| 776 \| \| 1992 \| 794 \| \| 2001 \| 759 \| \| 2011 \| 712 \| \| 2021 \| 702 \| |           |
| Година на преброяване | Численост |
| 1934 | 490       |
| 1946 | 546       |
| 1956 | 598       |
| 1965 | 591       |
| 1975 | 739       |
| 1985 | 776       |
| 1992 | 794       |
| 2001 | 759       |
| 2011 | 712       |
| 2021 | 702       |

## История
След Руско-турската война 1877 – 1878 г. по Берлинския договор 1878 г. селото – тогава с име Кара гитлии, остава в Източна Румелия; присъединено е към България след Съединението 1885 г. Село Кара гитлии е преименувано на Еленино през 1906 г.
Първата училищна сграда в село Кара гитлии (Еленино) е построена през 1886 г., с две учебни стаи и учителска стая. През 1888 г. се обучават 4 слети класа. Училището дълго време е бедно обзаведено; учениците пишат на плочи-табли, сами се грижат за училището и го почистват. Няма информация кой е издържал училището и кой е плащал заплатата на учителя. От 1958 г. училището е в нова двуетажна сграда с добро обзавеждане. Няма информация до кога то е действало.
Читалище „Просвета“ в село Еленино е създадено през 1927 г. През 2009 г. на законово основание към наименованието му е добавена годината на неговото първоначално създаване и то става „Просвета-1927 г.“.
Новопостроеният (2023 г.) параклис „Свето Рождество Богородично“ в село Еленино е осветен от Старозагорския митрополит Киприан. Храмът е изграден изцяло с дарения на местни жители.

## Обществени институции
Село Еленино към 2025 г. е център на кметство Еленино.
В село Еленино има:
- действащо към 2024 г. читалище „Просвета-1927 г.“;[16]
- Параклис „Свето Рождество Богородично“.[17]